# 休斯頓 (北卡羅萊納州)
休斯頓（英語：Houston）是位於美國北卡羅萊納州尤寧縣的非建制地區。

## 地理
休斯頓所處的海拔為高於海平面201米（即659英呎），而該地所採用的時區為UTC-5，即北美东部时区（EST）。同時該地設有夏令時間，為UTC-5調快一小時，即UTC-4（EDT）。